# Turkmenistan na Letnich Igrzyskach Olimpijskich 2024
Turkmenistan na Letnich Igrzyskach Olimpijskich 2024 – występ kadry sportowców reprezentujących Turkmenistan na igrzyskach olimpijskich, które odbyły się w Paryżu we Francji, w dniach 26 lipca – 11 sierpnia 2024.
Reprezentacja Turkmenistanu liczyła sześcioro zawodników – trzy kobiety i trzech mężczyzn, którzy wystąpili w 4 dyscyplinach.
Był to ósmy start Turkmenistanu na letnich igrzyskach olimpijskich.

## Reprezentanci

### Judo
| Zawodnik        | Konkurencja | 1/16             | 1/8              | Ćwierćfinał      | Półfinał         | Repasaże         | Finał / 3. miejsce | Finał / 3. miejsce | Źródła |
| Zawodnik        | Konkurencja | Przeciwnik Wynik | Przeciwnik Wynik | Przeciwnik Wynik | Przeciwnik Wynik | Przeciwnik Wynik | Przeciwnik Wynik   | Pozycja            | Źródła |
| --------------- | ----------- | ---------------- | ---------------- | ---------------- | ---------------- | ---------------- | ------------------ | ------------------ | ------ |
| Maýsa Pardaýewa | -57 kg (k)  | Cai W 10–00      | Silva P 00–10    | NQ               | NQ               | NQ               | NQ                 | NQ                 | [ 1 ]  |
| Serdar Rahimov  | -66 kg (m)  | Pedro W 10–01    | Lima P 00–10     | NQ               | NQ               | NQ               | NQ                 | NQ                 | [ 2 ]  |

### Lekkoatletyka
| Zawodnik           | Konkurencja       | Runda 1 | Runda 1 | Runda 2 | Runda 2 | Półfinał | Półfinał | Finał | Finał   | Źródło |
| Zawodnik           | Konkurencja       | Wynik   | Miejsce | Wynik   | Miejsce | Wynik    | Miejsce  | Wynik | Miejsce | Źródło |
| ------------------ | ----------------- | ------- | ------- | ------- | ------- | -------- | -------- | ----- | ------- | ------ |
| Valentina Meredova | bieg na 100 m (k) | 12.01   | 16. q   | 11.95   | 65.     | NQ       | NQ       | NQ    | NQ      | [ 3 ]  |

### Pływanie
| Zawodnik       | Konkurencja               | Eliminacje | Eliminacje | Półfinał | Półfinał | Finał | Finał | Źródło |
| Zawodnik       | Konkurencja               | Czas       | Poz.       | Czas     | Poz.     | Czas  | Poz.  | Źródło |
| -------------- | ------------------------- | ---------- | ---------- | -------- | -------- | ----- | ----- | ------ |
| Aynura Primova | 100 m st. grzbietowym (k) | 1:10.17    | 35.        | NQ       | NQ       | NQ    | NQ    | [ 4 ]  |
| Musa Zhalayev  | 100 m st. dowolnym (m)    | 52.29      | 61.        | NQ       | NQ       | NQ    | NQ    | [ 5 ]  |

### Podnoszenie ciężarów
| Zawodnik             | Konkurencja | Rwanie | Rwanie  | Podrzut | Podrzut | Razem  | Pozycja | Źródło |
| Zawodnik             | Konkurencja | Wynik  | Pozycja | Wynik   | Pozycja | Razem  | Pozycja | Źródło |
| -------------------- | ----------- | ------ | ------- | ------- | ------- | ------ | ------- | ------ |
| Döwranbek Hasanbaýew | -102 kg (m) | 180 kg | 6.      | 190 kg  | 10.     | 370 kg | 10.     | [ 6 ]  |